# Rebekah Bradford
Rebekah Dianne Bradford (* 30. April 1983 in Apple Valley) ist eine ehemalige US-amerikanische Eisschnellläuferin.

## Werdegang
Bradford trat international erstmals bei den Juniorenweltmeisterschaften 2002 in Klobenstein in Erscheinung. Dabei kam sie auf den 38. Platz im Kleinen-Vierkampf und auf den neunten Rang in der Teamverfolgung. Erstmals am Eisschnelllauf-Weltcup nahm sie in der Saison 2003/04 in Salt Lake City teil, wobei sie die Plätze 21 und 18 über 100 m errang und wurde im Jahr 2006 US-amerikanische Meisterin über 500 m. In der Saison 2009/10 erreichte sie in Erfurt mit dem zehnten Platz über 1000 m ihre einzige Top-Zehn-Platzierung im Weltcupeinzel und bei den Olympischen Winterspielen 2010 in Vancouver den 29. Platz über 1000 m. In der folgenden Saison siegte sie bei den US-amerikanischen Meisterschaften im Sprint-Mehrkampf sowie über 500 m und kam in Berlin sowie in Moskau mit dem achten Platz in der Teamverfolgung nochmals im Weltcup unter den ersten Zehn. Beim Saisonhöhepunkt, den Einzelstreckenweltmeisterschaften 2011 in Inzell, belegte sie den 23. Platz über 1000 m, den 18. Rang über 500 m und den achten Platz in der Teamverfolgung. Ihre letzten Rennen im Weltcup absolvierte sie im Dezember 2017 in Salt Lake City, welche sie in der B-Gruppe auf dem Plätzen 21 und 16 über 500 m beendete.

## Erfolge

### Olympische Spiele
- 2010 Vancouver: 29. Platz 1000 m

### Einzelstrecken-Weltmeisterschaften
- 2011 Inzell: 8. Platz Teamverfolgung, 18. Platz 500 m, 23. Platz 1000 m

## Persönliche Bestzeiten
| Disziplin | Zeit        | Datum             | Ort            |
| --------- | ----------- | ----------------- | -------------- |
| 500 m     | 38,46 s     | 11. Dezember 2009 | Salt Lake City |
| 1000 m    | 1:16,17 min | 30. Januar 2010   | Salt Lake City |
| 1500 m    | 2:00,77 min | 7. Januar 2017    | Salt Lake City |
| 3000 m    | 4:34,35 min | 26. Oktober 2008  | Milwaukee      |
| 5000 m    | 8:10,54 min | 1. Dezember 2002  | Calgary        |